# Обапіл

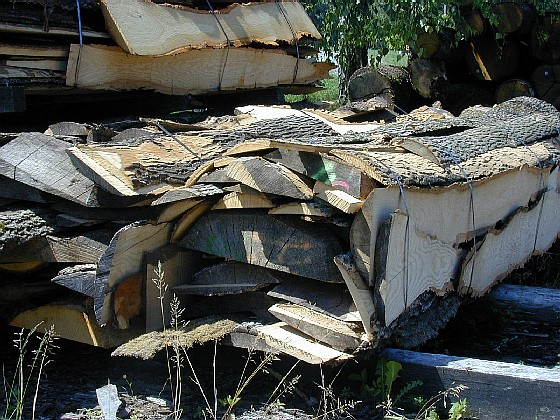
Обапіл

Оба́піл, або оба́пілок — відходи первинної деревообробки, сировина що має внутрішню пропиляну, а зовнішню непропиляну або частково пропиляну поверхню. Обаполи виходять з крайньої зовнішньої частини колоди при розпилюванні її вздовж. Інше значення — «розпиляна вздовж колода, розпиляний стовбур дерева».

## Види обапола

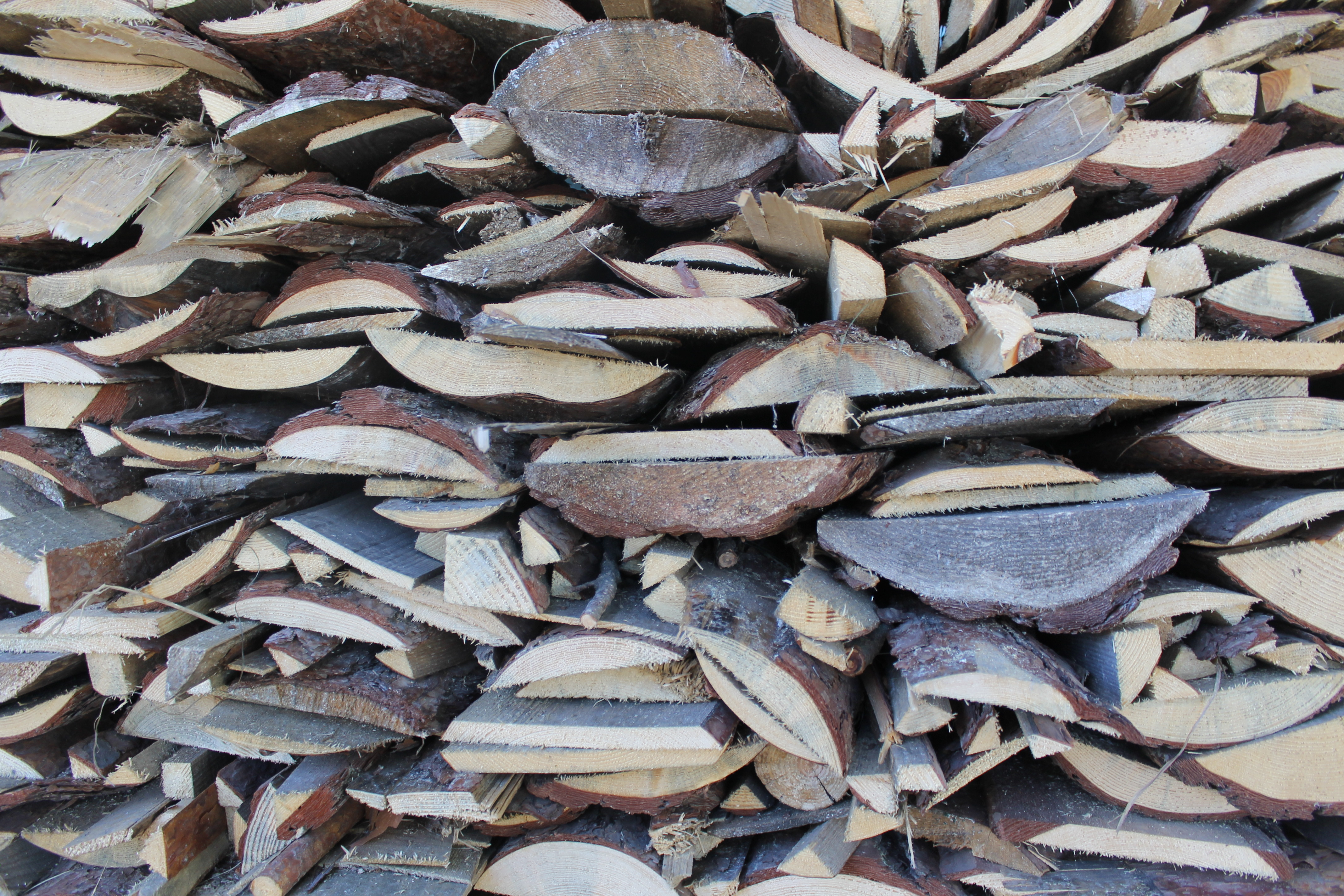
Складені обаполи різних видів

- Складені обаполи різних видівГорбильний обапіл — обапіл, у якого зовнішня поверхня не пропиляна або пропиляна не більше ніж на половину довжини.
- Дощатий обапіл — обапіл, у якого зовнішня поверхня пропиляна більш ніж на половину довжини.

## Оподаткування
Згідно із законом України про «Податковий Кодекс», розділ XX (Перехідні положення), підрозділ 2, пункт 23, ПДВ на відходи деревообробки до 2014 року, в тому числі на обапіл («горбиль», обрізки), які належать до відходів деревообробки (згідно з ДСТУ 2034-92), не нараховується.